# Filiglig
Filiglig est un réservoir qui se trouve dans le woreda de Hintalo Wajirat au Tigré en Éthiopie. Le barrage a été construit en 1998 par SAERT.

## Caractéristiques du barrage
- Hauteur : 14 mètres
- Longueur de la crête : 325 mètres
- Largeur du déversoir : 15 mètres

## Capacité
- Capacité d’origine : 296 000 m3
- Tranche non-vidangeable : 20 832 m3
- Superficie : 6,5 ha

En 2002, l’espérance de vie du réservoir (la durée avant qu’il ne soit rempli de sédiments) était estimée à 30 annéesannées.

## Irrigation
- Périmètre irrigué planifié : 20 ha
- Aire irriguée réellement en 2002 : 3 ha

## Environnement
Le bassin versant du réservoir a une superficie de 7,44 km2, et une longueur de 5 840 mètres. Le réservoir subit une sédimentation rapide,. La lithologie du bassin est composée de Schistes d’Agula. Une partie des eaux du réservoir est perdue par percolation ; un effet secondaire et positif est que ces eaux contribuent à la recharge des aquifères.